# Kayque Luiz Pereira
Kayque Luiz Pereira, noto semplicemente come Kayque (Rio de Janeiro, 12 luglio 2000), è un calciatore brasiliano, centrocampista dello Spartak Subotica.

## Caratteristiche tecniche
È un centrocampista centrale.

## Carriera
Cresciuto nel settore giovanile del Nova Iguaçu, nel 2020 gioca 6 incontri del Campionato Carioca prima di passare in prestito al Botafogo; inizialmente aggregato alla formazione Under-20, ad inizio 2021 viene integrato al gruppo della prima squadra ed il 2 febbraio debutta in Série A giocando il match pareggiato 1-1 contro il Palmeiras.

## Statistiche
Statistiche aggiornate al 26 febbraio 2021.

### Presenze e reti nei club
| Stagione        | Squadra         | Campionato      | Campionato | Campionato | Coppe nazionali | Coppe nazionali | Coppe nazionali | Coppe continentali | Coppe continentali | Coppe continentali | Altre coppe | Altre coppe | Altre coppe | Totale | Totale | Totale |
| Stagione        | Squadra         | Comp            | Pres       | Reti       | Comp            | Pres            | Reti            | Comp               | Pres               | Reti               | Comp        | Pres        | Reti        | Pres   | Reti   |        |
| --------------- | --------------- | --------------- | ---------- | ---------- | --------------- | --------------- | --------------- | ------------------ | ------------------ | ------------------ | ----------- | ----------- | ----------- | ------ | ------ | ------ |
| 2020            | Nova Iguaçu     | A/RJ            | 6          | 0          |                 | -               | -               |                    | -                  | -                  |             | -           | -           | 6      | 0      |        |
| 2020            | Botafogo        | A/RJ+A          | 0+5        | 0          | CB              | 0               | 0               |                    | -                  | -                  |             | -           | -           | 5      | 0      |        |
| 2021            | Botafogo        | A/RJ+B          | 5+2        | 0          | CB              | 0               | 0               |                    | -                  | -                  |             | -           | -           | 7      | 0      |        |
| 2022            | Botafogo        | A/RJ+A          | 9+6        | 0+1        | CB              | 2               | 0               |                    | -                  | -                  |             | -           | -           | 17     | 1      |        |
| 2023            | Botafogo        | A/RJ+A          | 0+2        | 0          | CB              | 0               | 0               | CS                 | 0                  | 0                  |             | -           | -           | 2      | 0      |        |
| Totale carriera | Totale carriera | Totale carriera | 41         | 1          |                 | 2               | 0               |                    | 0                  | 0                  |             | -           | -           | 43     | 1      |        |

## Palmarès

### Club

#### Competizioni nazionali
- Campeonato Brasileiro Série B: 1

Botafogo: 2021